# Jahrbuch der Deutschen Kakteen-Gesellschaft
Jahrbuch der Deutschen Kakteen-Gesellschaft (abreviado Jahrb. Deutsch. Kakteen-Ges.) fue una revista ilustrada con descripciones botánicas que fue editada en Alemania en el año 1935-36.